# Đại học Assumption (Thái Lan)
Đại học Assumption (tiếng Thái: มหาวิทยาลัยอัสสัมชัญ) là trường đại học tư Công giáo với hai cơ sở ở khu vực Hua Mak và Bang Na của Bangkok, Thái Lan. Trường này được sáng lập bởi Dòng thánh Gabriel, những người hoạt động tích cực trong nền giáo dục Thái Lan kể từ năm 1901. Đại học Assumption nổi tiếng là một trong những trường đại học thu hút sinh viên ngoại quốc đến từ các nước Ấn Độ, Trung Quốc, Myanmar, Nga, Bangladesh, Pakistan và các quốc gia khác ở châu Á. Sinh viên từ Trung Quốc chiếm tỷ lệ đông nhất với 6000 sinh viên. Khoảng 1000 sinh viên Ấn Độ đang học ở đây. Trường có chương trình trao đổi sinh viên từ Hoa Kỳ (Loyola) và châu Âu.

## Lịch sử
Đại học Assumption trở thành một cơ sở giáo dục độc lập năm 1969 khi Assumption Commercial College (ACC) trở thành Assumption School of Business. Năm 1972, trường thành Assumption Business Administration College (ABAC). Năm 1990 trường cao đẳng đã được Bộ Đại học Thái Lan đồng ý trở thành trường đại học. Hiện nay, đại học đã mở rộng cơ sở ở Bang Na với các tòa nhà có kiến trúc kiểu gothic và nằm giữa bầu không khí thiên nhiên, trường còn được gọi là "Trường đại học trong công viên".